# Isabelle Bertolotti
Isabelle Bertolotti est une historienne de l'art française. Elle est directrice du musée d'art contemporain de Lyon et directrice artistique de la Biennale d'art contemporain de Lyon depuis 2018.

## Biographie
Isabelle Bertolotti étudie à l’Université Lyon 2 et à l’École du Louvre, avec une spécialisation  en  muséologie  et  en  art  contemporain.
Depuis fin 2018, elle est la directrice du musée d'art contemporain de Lyon, ainsi que directrice artistique de la biennale d'art contemporain de Lyon. Elle était précédemment  responsable des expositions du MAC depuis 1995,.

Selon la revue Connaissance des Arts, 

« elle est très au fait de la jeune création puisqu’elle a cofondé la manifestation « Rendez-vous », qui a lieu en parallèle à la Biennale de Lyon. Elle est également la présidente de l’Association des écoles supérieures d’art et de design de la région Auvergne-Rhône-Alpes (ADERA). »

Isabelle Bertolotti a depuis 2008 largement participé à l'internationalisation de l'exposition Rendez-vous dont elle est co-directrice depuis 2002 en créant des itérations à Shanghai en 2008 et 2010, au Cap en 2012, à Singapour en 2015, à Pékin en 2017 et à La Havane en 2018. Cette exposition est devenue en 2019 à l'occasion de la 15ème Biennale d'art contemporain de Lyon la Jeune Création Internationale / Biennale de Lyon.
Le 7 janvier 2021, Isabelle Bertolotti est nommé personnalité extérieure du Conseil d'administration de l'université Lumière-Lyon-II.

## Décoration
- Chevalier de l'ordre national du Mérite (nommée le 15 mai 2025)[8].